# Felice Guascone
Felice Guascone (Genova, 1749 – Genova, 1830) è stato un pittore e incisore italiano.

## Biografia
Felice Guascone fu un apprezzato affrescatore, ritrattista, incisore e autore di dipinti a tema storico, nel quale riversava allo stesso tempo allegorie e temi a carattere popolaresco.
Fu attivo nell'area ligure e in particolare a Genova fra il Settecento e l'Ottocento. Si conosce poco della sua biografia, ma secondo gli atti della Società ligure di storia patria sarebbe nato a Genova nel 1749 e morto nel 1830. Su di un pittore con lo stesso nome, tuttavia, si hanno notizie già a partire dagli anni '60 del Settecento, come autore di significative opere ecclesiastiche, in particolare a Varese Ligure (l'8 marzo 1775, per esempio, si ha notizia certa di un pagamento effettuato a un Felice Guascone per un grande dipinto a tema religioso; un secondo dipinto ecclesiastico è invece datato 1768). Se la data di nascita e morte sono corrette, potrebbe aver iniziato a ricevere committenze importanti in età molto giovane o trattarsi di un parente od omonimo, in ragione anche delle produzioni stilisticamente e tematicamente differenti: la prima raffinata e quasi esclusivamente religiosa, la seconda quasi esclusivamente civile-popolare.
Guascone fu attivo in particolare in età napoleonica, fatto che si evince anche dalle tematiche della sua produzione artistica. Secondo Federico Alizeri fu probabilmente allievo di Antonio Giolfi. Durante la Costituente e la Controrivoluzione della Repubblica Ligure dell'autunno 1797, non partecipò agli eventi per asseriti «incomodi di salute», al contrario di quanto invece fece l'«unico suo figlio» (ebbe quindi una discendenza), ma si premurò di donare al governo provvisorio un quadro con la rappresentazione della Libertà Ligure, dono che gli procurò una menzione onorevole.
Una sua opera, dedicata alla visita a Genova di Pio VII del 2 aprile 1815, fu collocata nel 1819 presso la Cattedrale di Genova, ov'è conservata.
Secondo Alizeri morì in età molto avanzata.
Nel dicembre 2005 una delle sue opere è stata protagonista di una installazione interattiva presso il Museo del Risorgimento e istituto mazziniano.

## Galleria d'immagini

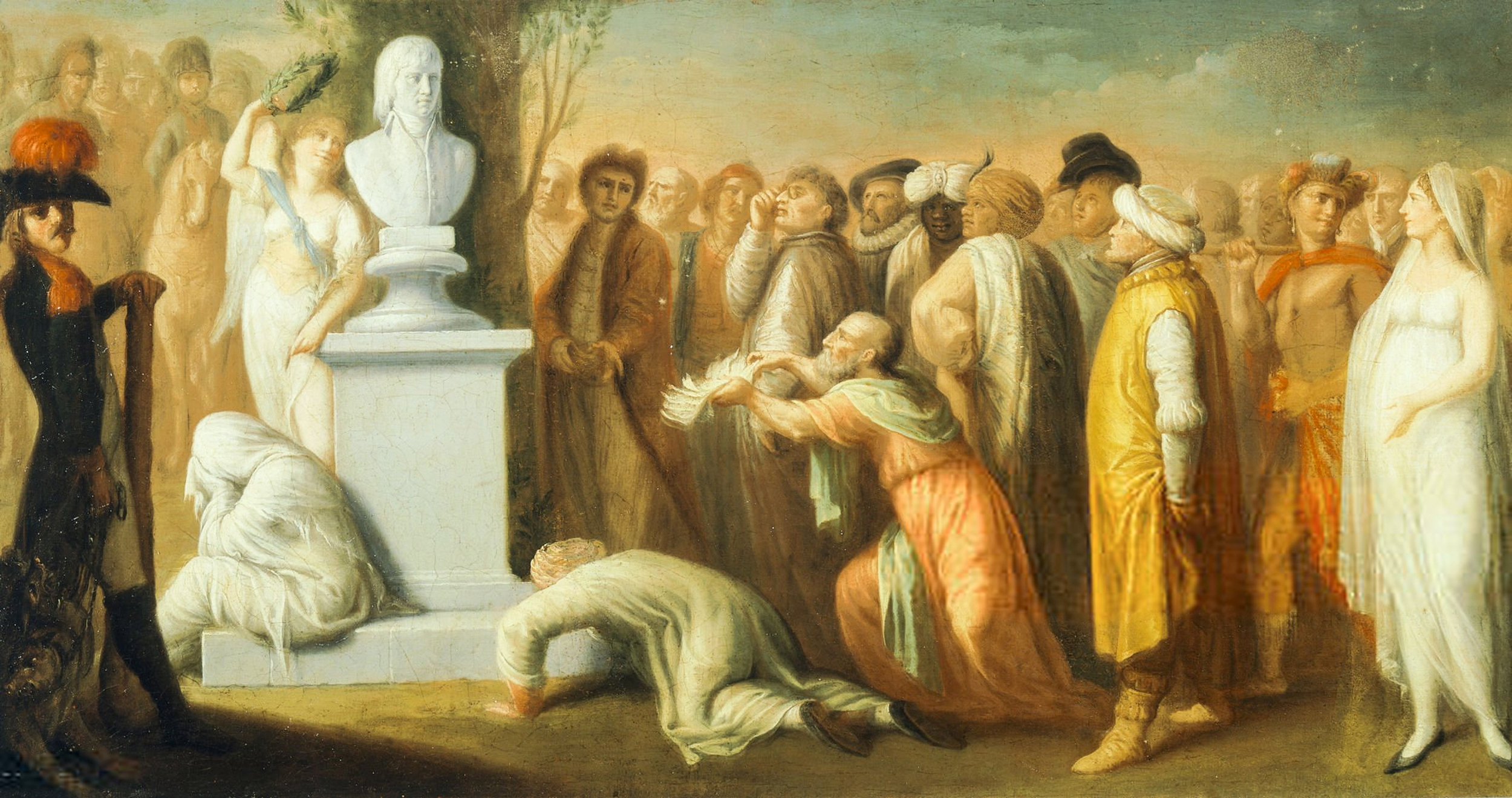
Genova 1802. Arrivo degli esuli
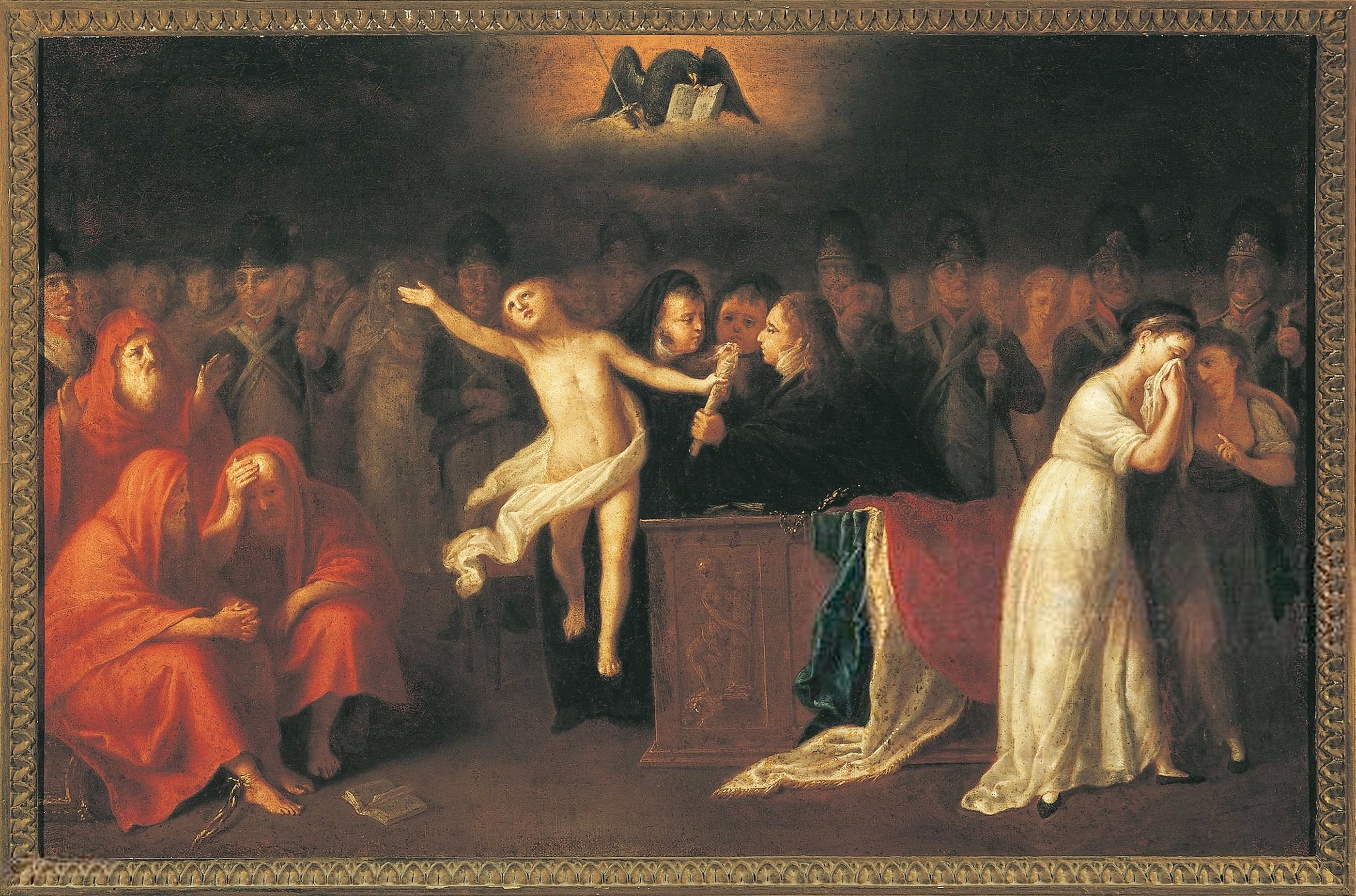
Il codice civile di Napoleone
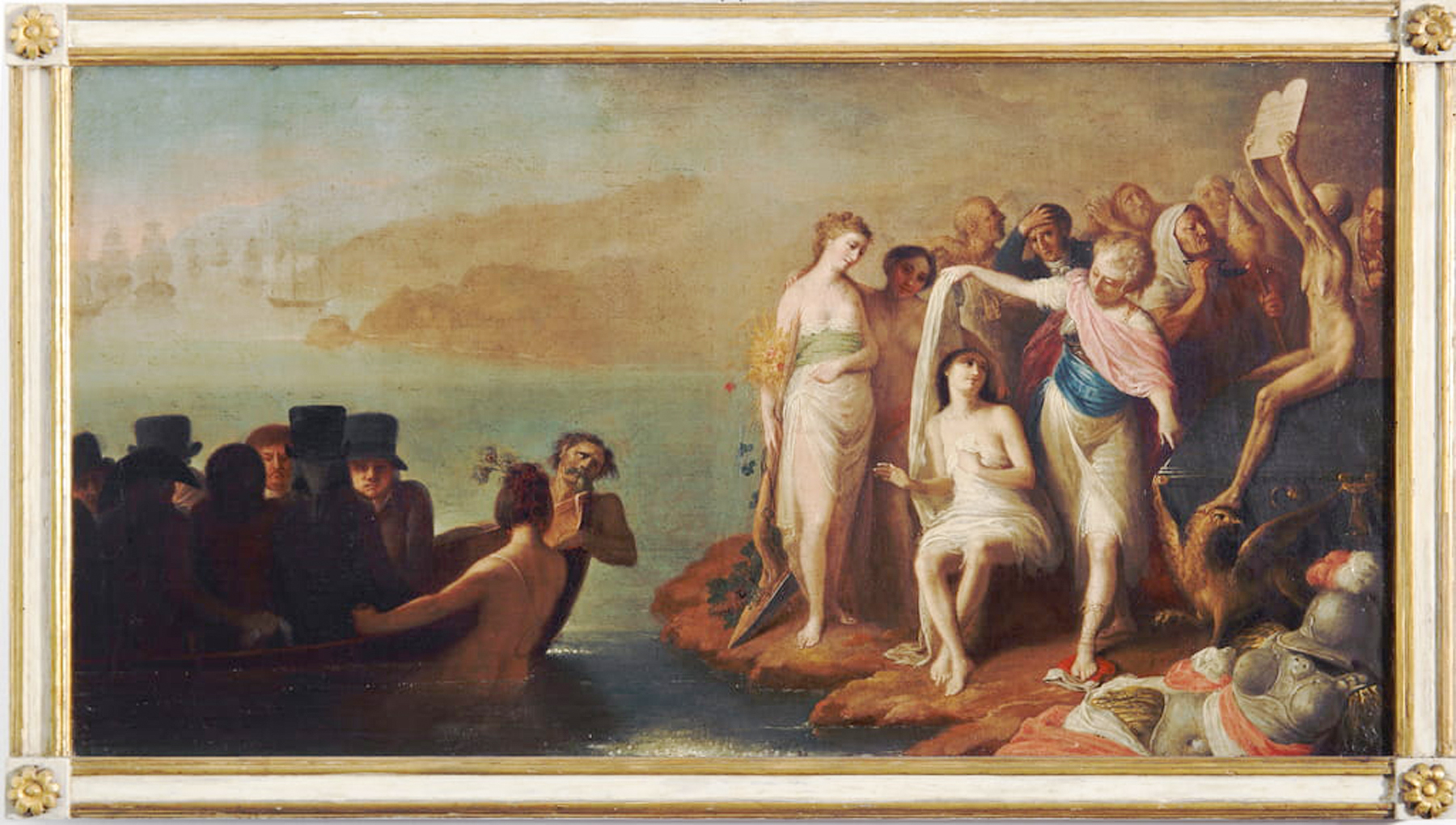
Arrivo degli esuli italiani in Francia
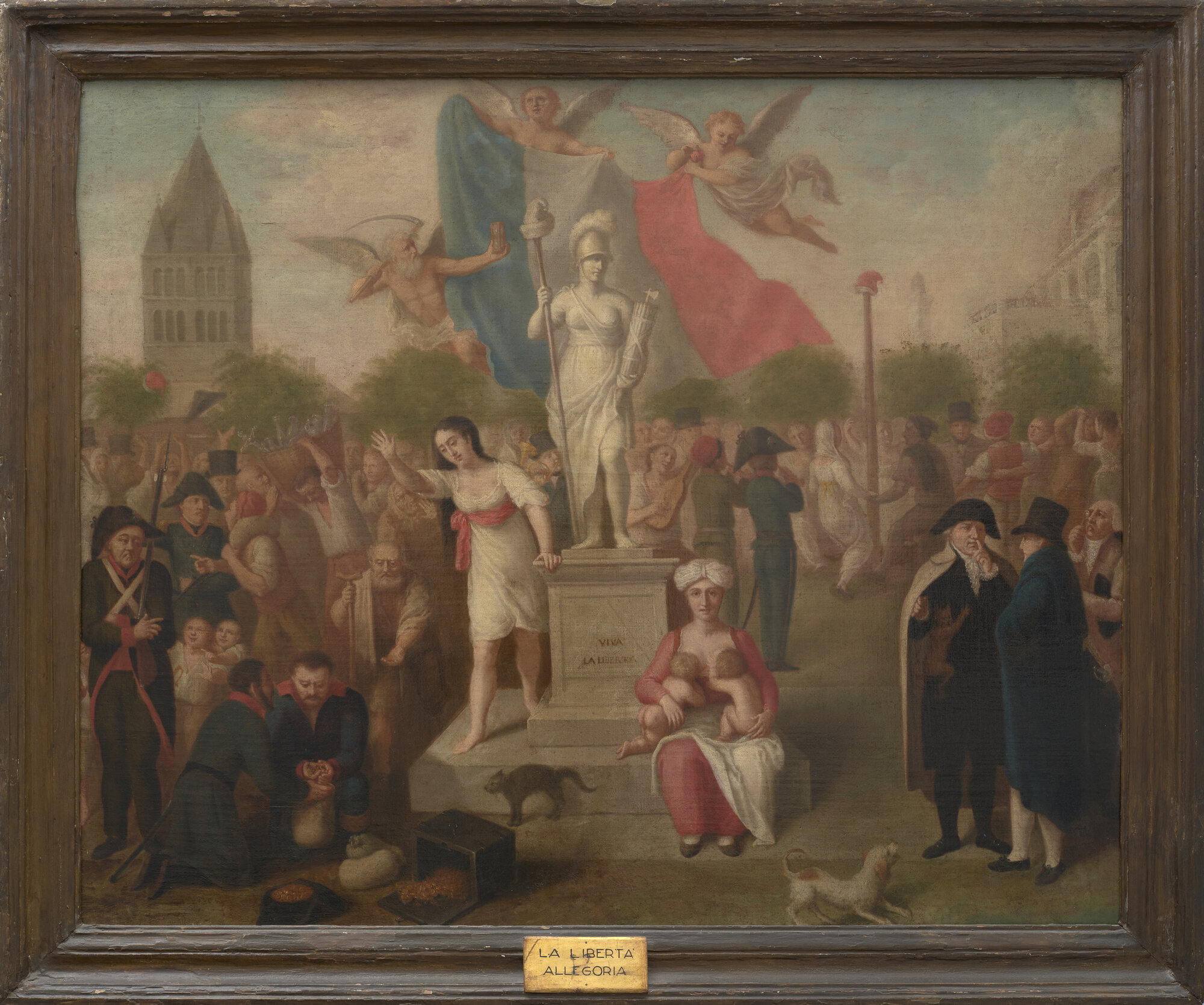
Allegoria della Libertà
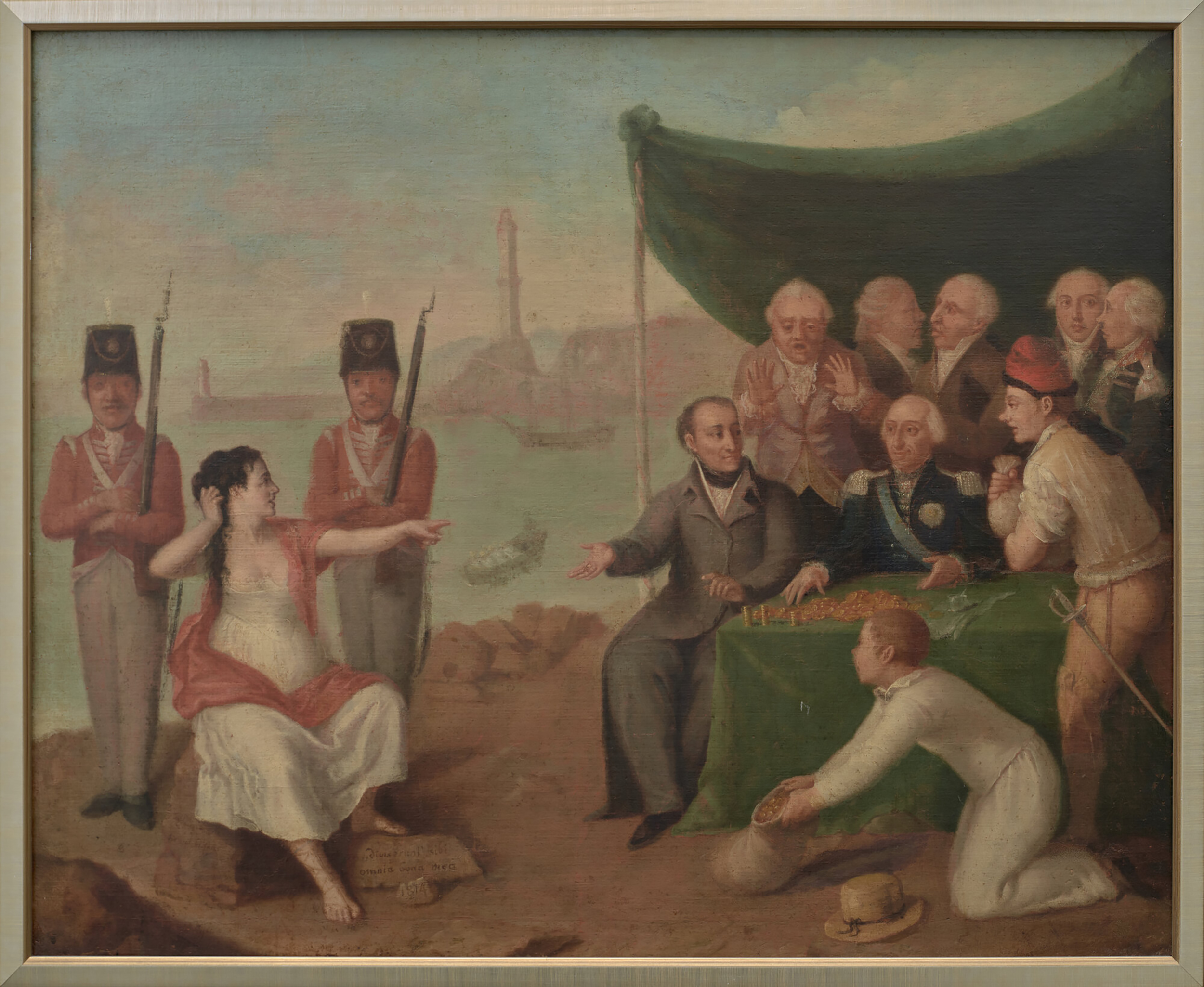
La Liguria nel 1814
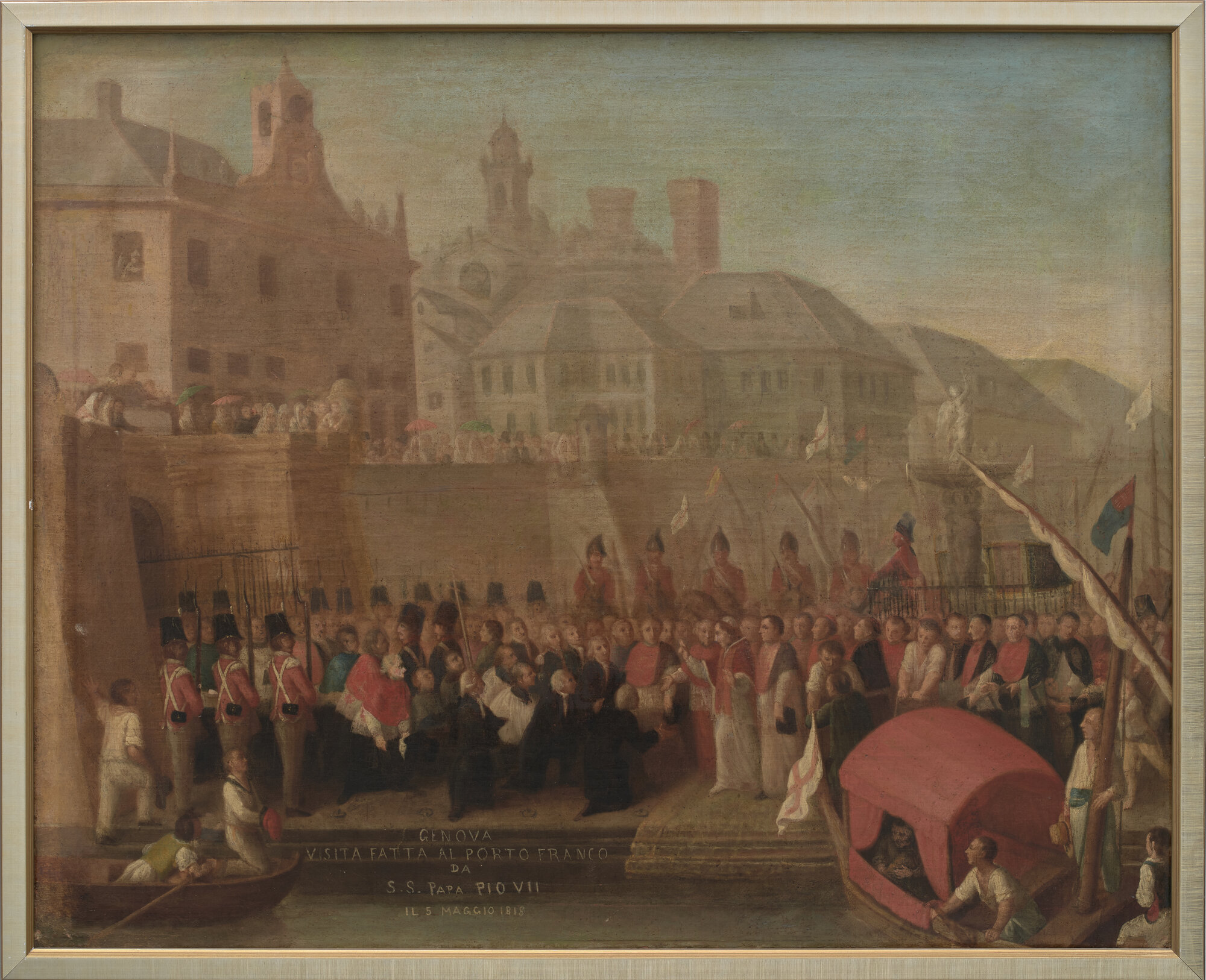
Visita a Genova di Papa Pio VII
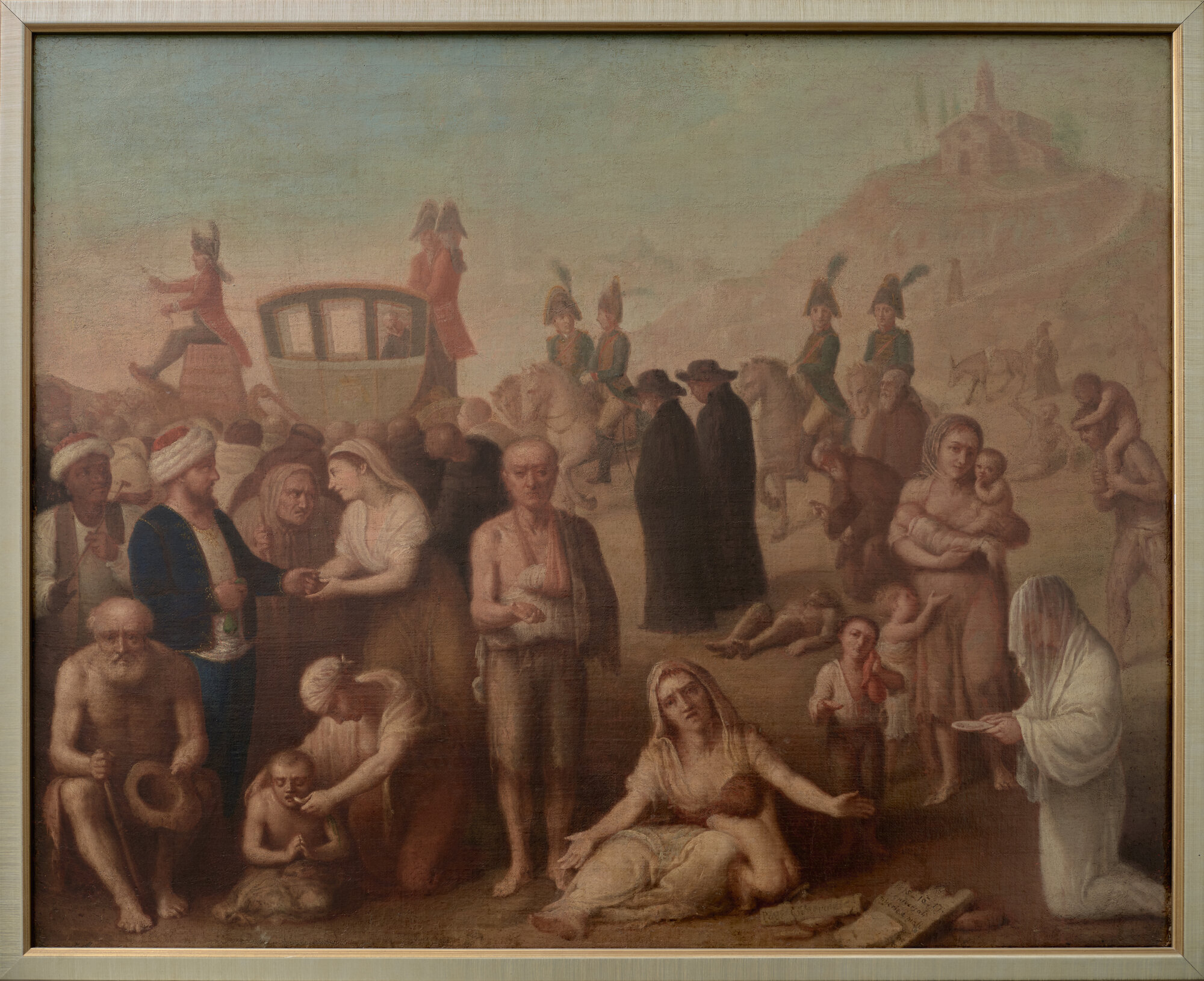
Vittorio Emanuele I entra a Genova

## Opere
- S. Giovanni Battista in gloria, 1740-1760 ca.[4]
- Madonna con Bambino e santi, 1768 ca.[13][14]
- Crocifissione, 1771 ca.[15]
- Madonna del rosario e santi, 1773 ca. (pagamento 8 marzo 1775), Chiesa di San Giovanni Battista, Varese Ligure.[3]
- Episodi di vita del Battista, 1750-1774 ca. (pagamento 8 marzo 1775), Chiesa di San Giovanni Battista, Varese Ligure.[16][17]
- Il ritorno di Napoleone dall'Egitto nell'ottobre 1799, 1800 ca., Museo del Risorgimento e istituto mazziniano, Genova.[2]
- Il codice civile di Napoleone, 1807 ca., Museo del Risorgimento e istituto mazziniano, Genova.[2]
- Allegoria della Libertà, 1810 ca., Museo del Risorgimento e istituto mazziniano, Genova.[2]
- La Liguria nel 1814, 1815 ca., Museo del Risorgimento e istituto mazziniano, Genova.[2]
- Visita fatta al porto franco di Genova da S.S. Papa Pio VII, 1816 ca. Cattedrale di San Lorenzo, Genova.[2]
- Scena allegorica, Palazzo Bianco, Genova.